# Ispuini

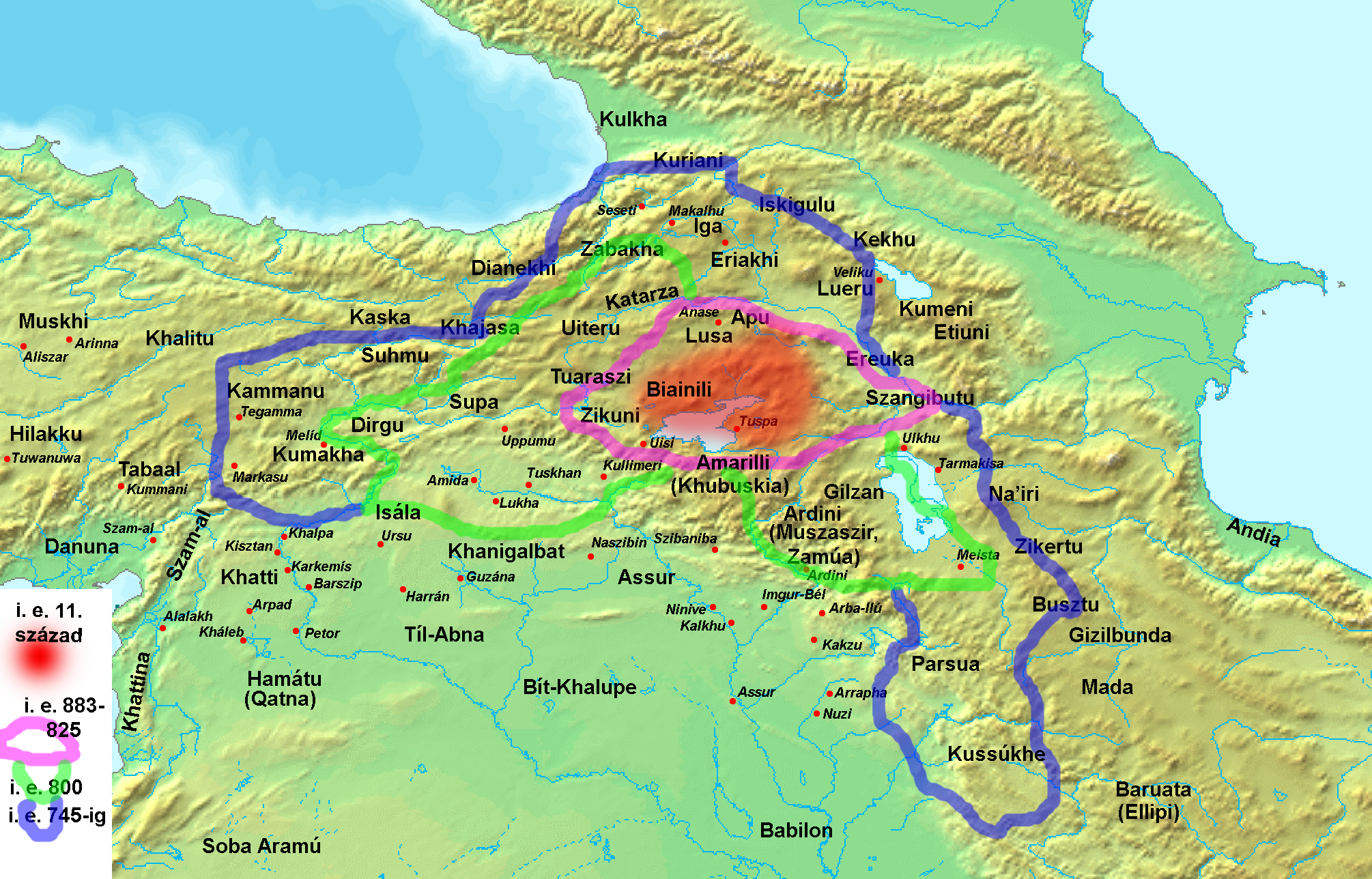
Urartu területváltozásai az i. e. 11. századtól i. e. 745-ig

Ispuini (ur. i. e. 828 – i. e. 810, asszír forrásokban Ušpina) Urartu királya, I. Szarduri fia.
Ispuini kihasználta az apja által létrehozott erős szövetséget, valamint azt, hogy az asszírok két évtizedig nem támadtak Urartura. V. Samsi-Adad szakított elődei hódító politikájával, az Eufráteszt egyáltalán nem lépte át, vereséget szenvedett Urartuban, majd rövid uralkodás után meghalt (i. e. 811), a kiskorú III. Adad-nirári helyett Asszíriában anyja, Sammuramat kormányzott, akinek idején kevesebb hadjáratot indítottak. Ez a pauza lehetőséget adott Ispuininak, hogy folytassa apja politikáját, és az asszír mintára szervezett állam készen állt a hódítók visszaverésére, sőt már hódításra is. Az Asszíria és Urartu között fekvő Muszaszir meghódítása jelentős állomása volt az államépítésnek. Khaldi muszasziri égisten kultuszát Tuspába költöztette, ahol templomot emeltek neki. További terjeszkedése volt a Zagroszban keleten, északon Palu, nyugaton pedig Malatia bekebelezése. Hadjárataiban eljutott a Szeván-tó melletti Etiuni fejedelemségig, sőt azon túl az Araksz völgyéig és az Urmia-tótól délre fekvő Parszua területéig is.
Nagyszabású csatornaépítés kezdődött Tuspában, a több mint 70 km hosszú vezetéket Menua alatt fejezték be. Viszonylag sok feliratos emléket, elsősorban sztéléket, emlékköveket hagyott maga után.
Ispuini uralkodása a korai Urartu fénykorának kezdete, amely fia, Menua alatt is folytatódott. Halálának ideje ismeretlen. I. e. 810-ben feltűnik Menua neve, de ekkor még valószínűleg csak kinevezett társuralkodó, i. e. 800-ban pedig már biztosan nem élt.